# I Jesus finns frälsning för syndare alla
I Jesus finns frälsning för syndare alla är en psalm, med text skriven 1882 av Carl Boberg och musik hämtad ur Pilgrims-Sånger från 1859. Texten bearbetades 1985 av Harry Lindström.

## Publicerad i
- Psalmer och Sånger 1987 som nr 586 under rubriken "Att leva av tro - Kallelse".[1]